# Paecilaema octosegmentatum
Paecilaema octosegmentatum is een hooiwagen uit de familie Cosmetidae.